# Praratoud
Praratoud är en ort i kommunen Surpierre i kantonen Fribourg, Schweiz. Praratoud var tidigare en egen kommun, men den 1 januari 2005 inkorporerades Praratoud i kommunen Surpierre.